# Универзитет Фридрих Шилер
Универзитет Фридрих Шилер у Јени (лат. Universitas Litterarum Jenensis) државни је истраживачки универзитет који се налази у Јени, Тирингија, Немачка. Универзитет је основан 1558. и спада у десет најстаријих универзитета у Немачкој. Године 1934., добио је име по Фридриху Шилеру који је био професор историје у доба када је Јена привукла неке од најутицајнијих умова на прелазу у 19. век. Са Ј. Г. Фихтеом, Ф. В. Ј. Шелингом, Г. В. Ф. Хегелом, Фридрихом фон Шлегелом и Карлом Леонардом Рајнолдом у наставном кадру, Универзитет у Јени је био средиште настанка немачког идеализма и раног романтицизма, у историји познатог као ”јенски романтизам”. Универзитет је дао шест добитника Нобелове награде, укључујући Херберта Кремера, добитника Нобелове награде за физику 2000. године, а у његове славне докторанде убрајају се Готфрид Лајбниц, Карл Маркс и Артур Шопенхауер. Хегел је као професор у Јени написао своје чувено дело ”Феноменологија духа” и хабилитовао са својих дванаест теза 1801. Универзитет су похађали књижевници као што су Фридрих Хелдерлин и Новалис, као и Герхарт Хауптман, који је за своје драмске текстове овенчан Нобеловом наградом. Привукао је и имена као што су Александар фон Хумболт, Гете и Бизмарк. Овде су студирали и славни филозофи двадесетог века, попут Карла Корша, Рудолфа Карнапа и Готлоба Фрегеа, који је током свог радног века на универзитету стекао репутацију једног од највећих математичара и логичара у историји тих дисциплина. Ернст Хекел је као професор биологије и зоологије у Јени засновао екологију као науку и дао значајан допринос развоју теорије еволуције. Ова високошколска институција је одиграла значајну улогу у представљању српског језика и културе Европи, па је 1823. доделила звање почасног доктора наука Вуку Стефановићу Караџићу. Године 2004. Универзитет је постхумно одликовао и убијеног премијера Србије др Зорана Ђинђића.
У првој половини двадесетог века, Јенски универзитет, у академској заједници познат и по латинском надимку Salana по реци Зале на којој се град налази, словио је за један од најпрестижнијих на свету, раме уз раме са Оксфордом, Кембриџом и Хајделбергом. Био је матична институција бројним научницима и мислиоцима, попут Ервина Шредингера, добитика Нобелове награде за физику. Сматран је и једним од најопремљенијих истраживачких центара Европе, па је тако још 1905. поседовао библиотеку са преко 200.000 томова, важну астрономску опсерваторију, метеоролошки институт, ботаничку башту, као и неке од најсавременијих клиничких, анатомских и физичких института на континенту. Неговане су традиције карактеристичне за немачке универзитете, попут академског мачевања и процесија чланова академске заједнице.
Попут самог града Јене и универзитет је претрпео значајна разарања у току Другог светског рата, али никада није прекинуо континуирани рад. Једно време је био центар изучавања дијалектичког материјализма. По завршетку Хладног рата и поновном уједињењу Немачке, универзитет је доживео поновни процват након значајних улагања, како од стране савезне Владе, тако и од стране компаније Карл Цајс, светског лидера у оптичкој индустрији, чији се центар налази у Јени. Универзитет тесно сарађује са четири Макс Планк истраживачка института смештена у граду, у коме је и највећи послодавац. Данас је члан Коимбра групе, мреже најстаријих и најпрестижнијих европских универзитета.
Године 2016. Универзитет у Јени је имао око 23.600 студената, од чега 2.276 страних, као и 340 редовних професора, од којих значајан број носи и звање академика. Будући да је Јена један од класичних старих немачких универзитетских градова, попут оних у Хајделбергу, Тибингену, Марбургу, Фрајбургу, и Гетингену, студентска популација чини готово петину укупне популације града. Страни студенти су посебно задовољни квалитетом наставе и студентског живота, па је Универзитет Фридрих Шилер, уз Универзитет Георг Аугуст у Гетингену, једини немачки добитник цертификата о изузетном степену задовољства међународних студената (”Certificate for Outstanding International Student Satisfaction”), са просечном оценом 9.5 од 10. Заједно са Универзитетом у Лајпцигу и Универзитетом Мартин Лутер у Халеу и Витенбергу, са којима има изразито блиску сарадњу и сталну академску размену, чини научно-истраживачко средиште централне и источне Немачке. Захваљујући универзитету и бројним истраживачким институтима, Јени је 2008. додељен назив ”немачког града науке”. Тренутни ректор је проф. др Валтер Розентал, 318. по реду у готово 460 година старој историји универзитета.

## Алумни
- Ернст Абе
- Готфрид Бен
- Ханс Бергер
- Алфред Брем
- Кристијан Волф
- Рудолф Карнап
- Карл Корш
- Георг Фридрих Кројцер
- Аксел Оксеншерна
- Самуел фон Пуфендорф
- Готлоб Фреге
- Роланд Фрајслер
- Јохан Матијас Геснер
- Петер Грис
- Фридрих фон Хагедорн
- Арвид Харнак
- Герхарт Хауптман
- Ернст Хекел
- Херберт Кремер
- Готфрид Лајбниц
- Карл Маркс
- Ернст Отвалт
- Карл Цајс
- Артур Шопенхауер
- Ервин Шредингер
- Јохан Густав Штикел
- Михаел Штифел